# پایگاه هوایی ماوریسیو گیلی
پایگاه هوایی ماوریسیو گیلی (به انگلیسی: Mauricio Gilli Aerodrome) (به زبان بومی: Aeródromo Mauricio Gilli - Tucumán) یک فرودگاه همگانی است که یک باند فرود چمن دارد و طول باند آن ۷۵۰ متر است. این فرودگاه در کشور آرژانتین قرار دارد و در ارتفاع ۵۸۰ متری از سطح دریا واقع شده‌است.